# Tenuipalpus crocopontensis
Tenuipalpus crocopontensis är en spindeldjursart som beskrevs av Meyer 1993. Tenuipalpus crocopontensis ingår i släktet Tenuipalpus och familjen Tenuipalpidae. Inga underarter finns listade i Catalogue of Life.